# Gymnelia villia
Gymnelia villia là một loài bướm đêm thuộc phân họ Arctiinae, họ Erebidae.